# Víkar
Víkar is een plaats die behoort tot de gemeente Sørvágs Kommuna in het noordwesten van het eiland Vágar op de Faeröer. Víkar is tegenwoordig verlaten en heeft dus ook geen postcode meer. Víkar ligt, net als het eveneens verlaten dorpje Slættanes, aan de noordkust van het eiland. Het dorp werd gesticht in het jaar 1833. Er is nog steeds een pad dat beide dorpen met elkaar verbindt.

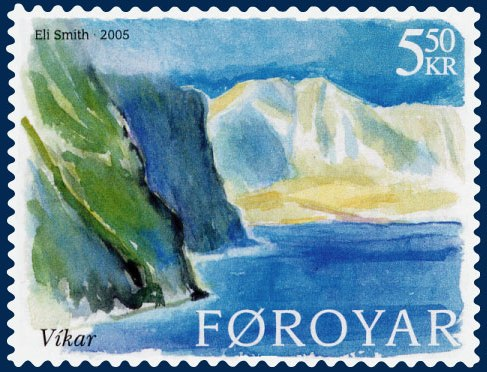
Víkar